# 芒市河
芒市河（德宏傣语：ᥘᥛᥳ ᥑᥩᥢᥴ），又名芒市大河，是云南省西部的一条河流，主要位于德宏傣族景颇族自治州芒市境内，是伊洛瓦底江的二级支流。芒市河发源于保山市龙陵县龙新乡境内，上游也称八湾河；在芒市遮放镇戛中村附近注入瑞丽江。河流全长117.1千米，流域面积1,881平方千米，占芒市面积的61.3%，年均径流量15.23亿立方米，占全市地表水总量的65.9%，流域南北分别是瑞丽江和怒江干流，最大支流是戈朗河。流域内气候属南亚热带季风气候。

## 流域地理
芒市河上游从源头到芒市镇木康村，此河段位于峡谷地形区，呈绳套型弯曲，总长28.8千米，河道平均坡度27.9‰，流域面积218平方千米，平均径流量11.1立方米/秒，沿途人户稀少，两岸植被为常绿阔叶林，桦桃林一带水土流失严重。
自木康进入芒市坝后为中游，全长56.9千米，芒市坝段长26千米，其中芒市城区段长约12千米。中游流域面积1,021平方千米，平均径流量39.0立方米/秒。中游流经坝区，水势较缓，河网发育，人口较多，途径芒市城的西部。芒市坝是芒市主要的农业区之一，生产水稻、甘蔗。中游流域内有中型水库一座——位于芒市河左岸支流南木黑河的芒究水库。流出芒市坝后再次进入山区，流经三台山进入遮放境内。
芒市河进入遮放坝后为下游，河长31.4千米，河流弯曲，沼泽和漫滩发育。下游流域面积642平方千米，流域内岩溶地貌发育。遮放坝亦是芒市重要的农业区，特产遮放贡米。

## 资源
芒市河平均含沙量为每立方米0.28千克，平均年输沙量37万吨。流域内河流水力资源理论蕴藏量35.34万千瓦，流域内共有中型水库一座、小I型水库七座，小型水电站50多座，多数小水电站已停止运转。遮放的芒里沟始建于乾隆二十八年（1763年），后经多次修缮，现设计引水量为10.0立方米/秒，灌溉面积1,286公顷。河中产鲫鱼、鲶鱼、泥鳅等鱼种。

## 问题
芒市河流域的自然灾害主要为干旱和洪涝，其支流常发生滑坡和泥石流。1973年9-10月间因水流不畅导致遮放发生洪灾。1975年至1983年在芒市坝段的芒市河岸修筑堤坝，但防洪标准不高。2001年10月25日曾因强降雨导致水位上涨，使芒市8个乡镇2,497公顷农田受灾。芒市河上游木康断面和下游戛中断面的水质良好，中游风平断面存在较为严重的污染，部分月份达到劣V类水质，污染源来自生活污水、化肥农药以及养殖业。

## 资料来源
1. 1 2 3  牛汝辰. . 哈尔滨: 哈尔滨地图出版社. 1995: 170. ISBN 7-80529-266-3.
2. 1 2 3 4 5 6 7 8  敬正书主编,《中国河湖大典》编纂委员会. . 北京: 中国水利水电出版社. 2010: 90-91. ISBN 978-7-5170-2699-0.
3. ↑  费联军主编; 云南省地图院; 德宏傣族景颇族自治州国土资源局. . 昆明: 云南科技出版社. 2009.
4. ↑  李立奎等主编; 云南省地图院; 德宏傣族景颇族自治州国土资源局; 德宏傣族景颇族自治州旅游发展委员会. . 长沙: 湖南地图出版社. 2015.
5. ↑  吴志湘主编; 德宏傣族景颇族自治州志编纂委员会. . 芒市: 德宏民族出版社. 1994年: 118. ISBN 978-7-8052-5248-3.
6. ↑  何萍主编; 潞西县志编纂委员会. . 昆明: 云南教育出版社. 1993: 59. ISBN 978-7-5415-0685-7.
7. ↑  朱道清. . 青岛: 青岛出版社. 1993: 529. ISBN 7-5436-0825-1.
8. ↑  李繁琪 主编; 德宏供电有限公司 编. . 北京: 中国电力出版社. 2011: 23. ISBN 978-7-5123-1552-5.
9. ↑  张杰; 尹以磊. . 环境科学导刊. 2018, 37 (1): 20-23. doi:10.13623/j.cnki.hkdk.2018.01.008.
10. ↑  蒋翔. . 云南农业大学学报(社会科学). 2016, 10 (6): 54-57+100. doi:10.3969/j.issn.1004-390X(s).2016.06.011.